# 최벽 관련 고문헌
최벽 관련 고문헌(崔璧 關聯 古文獻)은 대한민국 경상북도 경주시 내남면에 있는 고문헌이다. 2020년 1월 13일 경상북도의 유형문화재 제550호로 지정되었다.

## 지정 사유
문화재로 지정 신청된 자료는 경주지역 경주최씨 질암문중 소장 고문서 (1,639점)이다. 대부분은 18세기 후반∼19세기에 작성된 고문헌으로 간찰이 가장 많다. 특히, 고문서는 유일본으로 역사 연구에 있어 가장 일차적인 자료로서 사료적 가치가 있다.
신청된 자료는 1,600여 점이 넘는 방대한 것으로 일괄하여 문화재로 지정하기에는 어려움이 있으며, 문서의 주인공인 최벽(崔璧, 1762∼1813)과 관련된 백패(白牌), 홍패(紅牌)를 비롯하여 강지(講紙), 시권(試券), 별급기문(別給文記), 간찰(簡札) 등 사료적 가치가 크다고 판단되는 23건 45점을 유형문화재로 지정한다.

## 같이 보기
- 최벽

## 참고 문헌
- 최벽 관련 고문헌 - 국가유산청 국가유산포털